# Adoring an Ad
Adoring an Ad è un cortometraggio muto del 1910. Il nome del regista non viene riportato nei credit del film.

## Trama
Mentre sta aspettando il treno che dovrebbe portarlo a casa in periferia, Jack si mette a sfogliare una rivista e la sua attenzione viene irresistibilmente attratta da una pubblicità che gli fa dimenticare perfino di prendere il treno. In realtà, quello che l'ha colpito è la modella della foto, una bella ragazza di cui si è fulmineamente innamorato. Jack cerca in ogni modo di rintracciarla, risalendo fino al fotografo che gli fornisce l'indirizzo della modella. Ma lei, nel frattempo, si è trasferita e Jack ormai dispera di poterla trovare. Il caso gliela fa incontrare per strada ma vede la giovane che si sta prendendo cura di due bambini. Lui crede che siano suoi ma non è così: i piccoli sono della sorella che esce di casa per riprenderli. Felice, Jack avvicina la sua bella e riesce presto a convincerla del suo amore per lei.

## Produzione
Il film fu prodotto dalla Lubin Manufacturing Company.

## Distribuzione
Distribuito dalla Lubin Manufacturing Company, il film - un cortometraggio della lunghezza di 157 metri - uscì nelle sale cinematografiche statunitensi il 24 gennaio 1910. Nelle proiezioni, veniva programmato con il sistema dello split reel, accorpato in un'unica bobina con un altro cortometraggio prodotto dalla Lubin, la commedia Cupid, D.D.S..